# Europamästerskapen i friidrott 2024 – Damernas 100 meter
Damernas 100 meter vid europamästerskapen i friidrott 2024 avgjordes mellan den 8 och 9 juni 2024 på Olympiastadion i Rom i Italien.
Guldet togs av brittiska Dina Asher-Smith efter ett lopp på 10,99 sekunder. Silvret togs av polska Ewa Swoboda och bronset togs av italienska Zaynab Dosso.

## Rekord
| Rekord inför EM 2024 | Rekord inför EM 2024           | Rekord inför EM 2024 | Rekord inför EM 2024 | Rekord inför EM 2024 |
| -------------------- | ------------------------------ | -------------------- | -------------------- | -------------------- |
| Världsrekord         | Florence Griffith-Joyner (USA) | 10,49                | Indianapolis, USA    | 16 juli 1988         |
| Europarekord         | Christine Arron (FRA)          | 10,73                | Budapest, Ungern     | 19 augusti 1998      |
| Mästerskapsrekord    | Christine Arron (FRA)          | 10,73                | Budapest, Ungern     | 19 augusti 1998      |
| Världsårsbästa       | Jacious Sears (USA)            | 10,77                | Gainesville, USA     | 13 april 2024        |
| Europaårsbästa       | Daryll Neita (GBR)             | 10,98                | Doha, Qatar          | 10 maj 2024          |
| Europaårsbästa       | Dina Asher-Smith (GBR)         | 10,98                | Eugene, USA          | 25 maj 2024          |

## Program
Alla tider är lokal tid (UTC+1)
| Datum       | Tid   | Omgång      |
| ----------- | ----- | ----------- |
| 8 juni 2024 | 10:50 | Försöksheat |
| 9 juni 2024 | 21:05 | Semifinaler |
| 9 juni 2024 | 22:53 | Final       |

## Resultat

### Försöksheat
De 14 snabbaste friidrottarna 0q0 gick vidare till semifinalerna. De 12 högst rankade friidrottarna fick starta i semifinalerna och behövde inte delta i försöksheaten.
Vind:
Heat 1: +0,6 m/s, Heat 2: +0,4 m/s, Heat 3: +0,1 m/s
| Placering | Heat | Bana | Namn                    | Nationalitet   | Tid   | Noteringar |
| --------- | ---- | ---- | ----------------------- | -------------- | ----- | ---------- |
| 1         | 1    | 7    | Rani Rosius             | Belgien        | 11,20 | 0q0, 0SB0  |
| 2         | 2    | 7    | Lisa Mayer              | Tyskland       | 11,20 | 0q0        |
| 3         | 3    | 2    | Polyniki Emmanouilidou  | Grekland       | 11,21 | 0q0, 0=PB0 |
| 4         | 1    | 5    | Géraldine Frey          | Schweiz        | 11,25 | 0q0        |
| 5         | 3    | 3    | Amy Hunt                | Storbritannien | 11,26 | 0q0        |
| 6         | 1    | 8    | Olivia Fotopoulou       | Cypern         | 11,27 | 0q0        |
| 7         | 2    | 6    | Delphine Nkansa         | Belgien        | 11,28 | 0q0, 0SB0  |
| 8         | 1    | 4    | Jennifer Montag         | Tyskland       | 11,31 | 0q0, 0SB0  |
| 9         | 3    | 4    | Julia Henriksson        | Sverige        | 11,31 | 0q0        |
| 10        | 1    | 2    | Lotta Kemppinen         | Finland        | 11,32 | 0q0, 0PB0  |
| 11        | 2    | 8    | Anna Bongiorni          | Italien        | 11,35 | 0q0, 0SB0  |
| 12        | 1    | 6    | Lorène Bazolo           | Portugal       | 11,35 | 0q0        |
| 13        | 2    | 9    | María Isabel Pérez      | Spanien        | 11,41 | 0q0        |
| 14        | 3    | 8    | Karolína Maňasová       | Tjeckien       | 11,45 | 0q0        |
| 15        | 2    | 3    | Dimitra Tsoukala        | Grekland       | 11,48 |            |
| 16        | 3    | 5    | Viktória Forster        | Slovakien      | 11,50 |            |
| 17        | 3    | 7    | Magdalena Lindner       | Österrike      | 11,52 |            |
| 18        | 1    | 9    | Alessandra Gasparelli   | San Marino     | 11,60 | 0=SB0      |
| 19        | 3    | 6    | Rosalina Santos         | Portugal       | 11,62 |            |
| 20        | 2    | 5    | Ivana Ilić              | Serbien        | 11,62 |            |
| 21        | 2    | 4    | Arialis Gandulla        | Portugal       | 11,65 | 0SB0       |
| 22        | 1    | 3    | Gayane Chiloyan         | Armenien       | 11,98 |            |
| 23        | 2    | 2    | Marie-Charlotte Gastaud | Monaco         | 12,52 | 0=PB0      |

### Semifinaler
De två första i varje heat 0Q0 samt de två snabbaste tiderna 0q0 kvalificerade sig för finalen.
Vind:
Heat 1: +0,7 m/s, Heat 2: +0,3 m/s, Heat 3: +2,0 m/s
| Placering | Heat | Bana | Namn                   | Nationalitet   | Tid   | Noteringar |
| --------- | ---- | ---- | ---------------------- | -------------- | ----- | ---------- |
| 1         | 2    | 5    | Dina Asher-Smith       | Storbritannien | 10,96 | 0Q0, 0EL0  |
| 2         | 3    | 5    | Patrizia van der Weken | Luxemburg      | 11,00 | 0Q0, 0NR0  |
| 3         | 3    | 6    | Zaynab Dosso           | Italien        | 11,01 | 0Q0, 0NR0  |
| 4         | 1    | 6    | Ewa Swoboda            | Polen          | 11,02 | 0Q0, 0SB0  |
| 5         | 1    | 5    | Gina Lückenkemper      | Tyskland       | 11,06 | 0Q0, 0=SB0 |
| 6         | 2    | 7    | Gémima Joseph          | Frankrike      | 11,06 | 0Q0        |
| 7         | 2    | 6    | Mujinga Kambundji      | Schweiz        | 11,09 | 0q0, 0SB0  |
| 8         | 1    | 4    | Amy Hunt               | Storbritannien | 11,13 | 0q0        |
| 9         | 3    | 7    | Boglárka Takács        | Ungern         | 11,16 |            |
| 10        | 3    | 9    | Karolína Maňasová      | Tjeckien       | 11,17 | NU23R      |
| 11        | 1    | 8    | Polyniki Emmanouilidou | Grekland       | 11,21 |            |
| 12        | 2    | 8    | Delphine Nkansa        | Belgien        | 11,21 | 0PB0       |
| 13        | 1    | 3    | Rani Rosius            | Belgien        | 11,25 |            |
| 14        | 3    | 3    | Julia Henriksson       | Sverige        | 11,27 |            |
| 15        | 3    | 4    | Salomé Kora            | Schweiz        | 11,29 |            |
| 16        | 1    | 7    | Géraldine Frey         | Schweiz        | 11,29 |            |
| 17        | 2    | 9    | Lorène Bazolo          | Portugal       | 11,32 |            |
| 18        | 1    | 9    | Anna Bongiorni         | Italien        | 11,32 | 0SB0       |
| 19        | 2    | 4    | Rebekka Haase          | Tyskland       | 11,35 |            |
| 20        | 1    | 2    | Olivia Fotopoulou      | Cypern         | 11,40 |            |
| 21        | 2    | 3    | María Isabel Pérez     | Spanien        | 11,41 |            |
| 22        | 2    | 2    | Lotta Kemppinen        | Finland        | 11,44 |            |
| 23        | 3    | 8    | Dimitra Tsoukala       | Grekland       | 11,44 |            |
|           | 3    | 2    | Viktória Forster       | Slovakien      | 0DNS0 |            |

### Final
Vind: +0,7 m/s
| Placering | Bana | Namn                   | Nationalitet   | Tid   | Noteringar |
| --------- | ---- | ---------------------- | -------------- | ----- | ---------- |
| 1         | 4    | Dina Asher-Smith       | Storbritannien | 10,99 |            |
| 2         | 6    | Ewa Swoboda            | Polen          | 11,03 |            |
| 3         | 5    | Zaynab Dosso           | Italien        | 11,03 |            |
| 4         | 7    | Patrizia van der Weken | Luxemburg      | 11,04 |            |
| 5         | 8    | Gina Lückenkemper      | Tyskland       | 11,07 |            |
| 6         | 3    | Gémima Joseph          | Frankrike      | 11,08 |            |
| 7         | 2    | Amy Hunt               | Storbritannien | 11,15 |            |
| 8         | 9    | Mujinga Kambundji      | Schweiz        | 11,15 |            |